# Chengdu
Chengdu (kin. 成都; Hanyu pinyin: Chéngdū; wade–giles: Ch'eng-tu; Hokkien POJ: Sêng-to) je kineski grad na jugozapadu zemlje te glavni grad provincije Sečuan. Prema kineskoj podjeli gradova, smatra se pod-provincijskim gradom. Chengdu je jedan od najvažnijih središta gospodarstva, prometa i veza u zapadnoj Kini. Prema javnoj procjeni o najboljim kineskim gradovima za ulaganje iz 2007., Chengdu je uvršten kao jedan od deset najboljih gradova za ulaganje od ukupno 280 gradskih središta u Kini.
Grad je nastao na današnjem prostoru prije više od 4.000 godina u predpovijesno brončano doba dinastije Jinsha (kin. 金沙; pinyin: Jīnshā). Plodne ravnice na kojima se Chengdu nalazi, nazivaju se Tianfuzhi guo (kin. 天府之国; pinyin: Tiānfǔzhi Guó), što u doslovnom prijevodu znači: "zemlja s neba", dok je značenje u prenesenom smislu: "zemlja obilja".
Kineske dnevne novine China Daily nedavno su proglasile Chengdu 4. najboljim velikim kineskim gradom za život. U gradu je 1. srpnja 2013. otvoren New Century Global Centre, najveća zgrada na svijetu.

## Nadimci grada
Ime Chengdu je izvorno ime grada koje potječe od vremena kada je grad osnovan te nikada nije mijenjano. Međutim, grad ima nekoliko nadimaka:
- Brokatni grad (kin. 锦城; pinyin. Jinchéng)

U vrijeme Zapadne dinastije Han (206. pr. Kr. - 23. posl. Kr.) grad je uživao veliku popularnost među kraljevskom i elitnom klasom u Kini. U Jin Guanu (kin. 锦官) je kineski kralj otvorio ured kojem je zadaća bila nadgledanje proizvodnje u Chengduu. Tada je Chengdu nazvan Jin Guan Cheng (kin. 锦官城) što znači "Službeni brokatni grad", odnosno u skraćenom obliku Jin Cheng (kin. 锦城), tj. Brokatni grad.
- Grad hibiskusa (kin. 蓉城; pinyin. Róngchéng)

Tokom razdoblja vladavine Pet dinastija i Deset kraljevstva (907. – 960.), kralj Mengchang, kralj kraljevstva Later Shu, naredio je da se na zidu tvrđave koja okružuje grad posadi hibiskus. Nakon toga, Chengdu je dobio nadimak "Grad hibiskusa". Danas je hibiskus službeni cvijet grada Chengua, no posljednji ostaci gradskih zidina su srušeni tokom 1960-ih godina zajedno s Kraljevskom palačom smještenom u središtu grada. Tamo danas stoji kip Mao Ce Tunga.

## Povijest
Početkom 4. st. pr. Kr., 9. Kaiming kralj drevne države Shu je preselio svoju prijestolnicu na lokaciju pokraj današnjeg Pixiana. Kralj je kasnije rekao da je bio inspiriran pričama o kralju Tai od Zhou, te je zbog toga preselio svoju prijestolnicu. Kralj Tai od Zhou bio je djed kralju Wu od Zhou a povijest bilježi da mu je trebala godina dana da stvori grad i tri godine da on postane prijestolnica.
Kralj Kaiming je grad nazvao imenom Cheng Du, što u doslovnom prijevodu znači "postao je prijestolnica", jer na kineskom jeziku riječ "cheng" znači "postati", a riječ "du" znači "prijestolnica, središnjica". Također, postoji nekoliko verzija zašto se kralj preselio u Chengdu dok novije teorije o porijeklu imena grada upućuju na ne-Hansko stanovništvo i/ili njihove jezike.
Nakon što je država Quin osvojila državu Shu 316. godine pr. Kr., novi grad je osnovao general Zhang Yi (koji se zapravo protivio invaziji na Shu). Ta godina može se smatrati početkom grada Chengua. U vrijeme kineske dinastije Han, grad je preimenovan u Yìzhou (kin. 益州).
Tijekom pada Istočne dinastije Han, odnosno u razdoblju Tri kraljevstva, osnovan je Liu Bei na jugozapadu kraljevstva Shu-Han (kin. 蜀汉) s Chengduom kao glavnim gradom.
Pjesnik Zuo Si oko godine 280. proslavio se zahvaljujući pjesmi Rapsodija o prijestolnici Shua (蜀都赋) posvećenoj gradu Chengdu.
Tijekom dinastije Tang, "pjesnički bog" Li Baí (kin. 李白) i "pjesnik mudrac" Dù Fǔ (kin. 杜甫) proveli su jedan dio svojih života u Chengduu. Dù Fǔ tamo je živio četiri godine (758. – 762.) te je u svojoj drugoj godini u Chenguu živio u Caotángu, tj. kućici od trave. Danas je Caotáng raskošna kuća izgrađena u tradicionalnom stilu 1078. u spomen na pjesnika. Početkom vladavine dinastije Tang, prije više od 1.200 godina, Chengdu je postao jedan od najistaknutijih poslovnih gradova u Kini, dok je drugi bio Yangzhou.
U Chengduu je izumljen i prvi široko korišten papirni novac na svijetu, u vrijeme Sjeverne Song dinastije (960.). Taoistički hram Qingyang Gong izgrađen je u gradu u 9. stoljeću.
Dvije pobunjeničke vođe, jedan iz vremena oko kraja dinastije Song, a drugi iz vremena pred kraj dinastije Ming imali su na području Chengdua glavne gradove za svoja kratkotrajna kraljevstva. Nazivi gradova bili su Dàshu (kin. 大蜀) i Dàxi (kin. 大西).
U 13. stoljeću Marko Polo je pisao o nekoliko mostova u Kini kao i mostu Anshun (ili o njegovoj starijoj verziji) u Chengduu. U svojim bilješkama se osvrnuo na grad nazvavši ga Sindafu (Cheng-Tu Fu) kao glavnom gradu istoimene pokrajine.
Godine 1249. Mongoli su opljačkali Chengdu, ubivši pritom 1,4 milijuna stanovnika.
Tijekom Drugog svjetskog rata, vođa Kineske nacionalne stranke, Čang Kaj-šek, je pobjegao u provinciju Sečuan kako bi izbjegao invaziju japanske vojske. Sa sobom je poveo poslovne ljude, radnike i akademski obrazovane ljude, te je u Chengduu osnovao mnogo industrija i kulturnih ustanova čime je grad postao važno središte.
1944. je američko 10. bombardersko zapovjedništvo započelo Operaciju Matterhorn, ambiciozni plan o izgradnji zračne baze za avione B-29 Superfortress, kako bi s nje polijetali / slijetali američki avioni tokom operacija strateškog bombardiranja otoka u japanskom arhipelagu. Budući da je operacija zahtijevala veliku potrebu za gorivom i materijalom koji bi se prevozili preko Himalaja, nije bilo značajnijih vojnih uspjeha, ali grad nije pretrpio potencijalnu japansku odmazdu.
Tijekom 3. Kineskog građanskog rata (1946. – 1949.), Chengdu je bio zadnji grad na kineskom kopnu, kojeg je kontrolirala vlada Kuomintanga. Predsjednik Republike Kine, Čang Kaj-šek i njegov sin, Chiang Ching-kuo, zapovijedali su operacijama obrane grada u Chengduškoj središnjoj vojnoj akademiji do 1949., kada je grad pao u ruke kineskih komunista. 10. prosinca kineska Narodno - oslobodilačka vojska ulazi u grad a ostatak nacionalističke kineske Vlade bježi na otok Tajvan.
Danas je Chengdu važan industrijski grad, a raspon industrija je veoma širok, uključujući laku i tešku industriju, taljenje aluminija i kemijsku industriju. Važnu ulogu ima i tekstilna industrija, jer su pamuk i vuna dodani u tradicionalnu proizvodnju svilenog brokata i satena.
Osim industrije, grad ima i svoje razvojne baze koje se baziraju na razvoju visokih tehnologija, softvera te na izvoz.
Grad ima i vojnu važnost na području regije.
12. svibnja 2008. okolicu grada je pogodio snažan potres magnitude 8,0 po Richteru te je nanio veliku štetu, ubivši oko 80.000 i ozlijedivši 26.413 ljudi. Najveću materijalnu štetu su pretrpili Dujiangyan i Pengzhou, dva grada pod upravom i okriljem Chengdua. Sam grad Chengdu nije pretrpio značajnu štetu. Razlog tome je što je mnogo ljudi poginulo u okolnim područjima. Iako je Chengdu bio 75 km od epicentra potresa, grad je građen kako bi bio otporan na potres, tako da je većina zgrada ostalo netaknuto.

## Administrativna podjela
Chengdu se u Kini smatra pod-provincijskim gradom, kao primjerice Jinan, Harbin ili Shenyang. Grad ima jurisdikciju nad 9 okruga (kin. 区, pinyin: qu), 4 grada na provincijskoj razini (kin. 市, pinyin: shi) i 6 provincijska područja (kin. 县, pinyin: xian)
Administrativna podjela grada prikazana je na sljedećoj tablici:
| Mapa podjele Chengdua | Mapa podjele Chengdua | Mapa podjele Chengdua | Mapa podjele Chengdua | Mapa podjele Chengdua | Mapa podjele Chengdua | Mapa podjele Chengdua |
| --------------------- | --------------------- | --------------------- | --------------------- | --------------------- | --------------------- | --------------------- |
|                       |                       |                       |                       |                       |                       |                       |
| #                     | Ime                   | Ime (Hanzi)           | Ime (Hanyu Pinyin     | Br. stan. (2004.)     | Veličina (km²)        | Gustoća (/km²)        |
| Grad                  |                       |                       |                       |                       |                       |                       |
| 1                     | Qingyang              | 青羊区                | Qīngyáng Qū           | 480.000               | 66                    | 7.273                 |
| 2                     | Jinjiang              | 锦江区                | Jǐnjiāng Qū           | 390.000               | 61                    | 6.393                 |
| 3                     | Jinniu                | 金牛区                | Jīnniú Qū             | 660.000               | 108                   | 6.111                 |
| 4                     | Wuhou                 | 武侯区                | Wǔhóu Qū              | 650.000               | 77                    | 8.442                 |
| 5                     | Chenghua              | 成华区                | Chénghuá Qū           | 590.000               | 109                   | 5.412                 |
| Prigradsko naselje    |                       |                       |                       |                       |                       |                       |
| 6                     | Longquanyi            | 龙泉驿区              | Lóngquányì Qū         | 530.000               | 558                   | 950                   |
| 7                     | Qingbaijiang          | 青白江区              | Qīngbáijiāng Qū       | 400.000               | 392                   | 1.020                 |
| 8                     | Xindu                 | 新都区                | Xīndū Qū              | 610.000               | 481                   | 1.268                 |
| 9                     | Wenjiang              | 温江区                | Wēnjiāng Qū           | 320.000               | 277                   | 1.155                 |
| Ruralno naselje       |                       |                       |                       |                       |                       |                       |
| 10                    | Dujiangyan            | 都江堰市              | Dūjiāngyàn Shì        | 600.000               | 1.208                 | 497                   |
| 11                    | Pengzhou              | 彭州市                | Péngzhōu Shì          | 780.000               | 1.420                 | 549                   |
| 12                    | Qionglai              | 邛崃市                | Qiónglái Shì          | 640.000               | 1.384                 | 462                   |
| 13                    | Chongzhou             | 崇州市                | Chóngzhōu Shì         | 650.000               | 1.090                 | 596                   |
| 14                    | Jintang               | 金堂县                | Jīntáng Xiàn          | 850.000               | 1.156                 | 735                   |
| 15                    | Shuangliu             | 双流县                | Shuāngliú Xiàn        | 910.000               | 1.067                 | 853                   |
| 16                    | Pi                    | 郫县                  | Pí Xiàn               | 490.000               | 438                   | 1.119                 |
| 17                    | Dayi                  | 大邑县                | Dàyì Xiàn             | 500.000               | 1.327                 | 377                   |
| 18                    | Pujiang               | 蒲江县                | Pújiāng Xiàn          | 260.000               | 583                   | 446                   |
| 19                    | Xinjin                | 新津县                | Xīnjīn Xiàn           | 290.000               | 330                   | 879                   |

## Klima
Klima u gradu je vlažno sutropska te je uglavnom blaga i vlažna. Chengdu se nalazi na zapadnom rubu tzv. Sečuanskog bazena te je zbog toga zaklonjen od sjeverozapadnih vjetrova sa Sibira tokom zime. Sama zima u gradu je kratka i blaga u odnosu na donji dio rijeke Jangce. Snijeg je rijedak ali postoji nekoliko razdoblja mraza tokom svake zime. Ljeta su vruća i vlažna, ali ne u toj mjeri kao u gradovima Wuhan, Nanjing i Chongqing koji zbog vrućih ljeta imaju zajednički naziv "Tri peći" (kin. 三大火炉).
Najveće prosječne dnevne temperature su tokom srpnja i kolovoza te iznose oko 30 °C, dok poslijepodne temperatura zna narasti na 33 °C. Najniža prosječna temperatura je u siječnju te iznosi 2,8 °C.
Kiše su najčešće u srpnju i kolovozu kada u prosjeku padne između 200 – 225 mm kiše po četvornom metru. S druge strane, kiša je najrijeđa početkom i krajem godine.
Chengdu je jedan od kineskih gradova s najmanje sunčanih sati godišnje a dani su većinom oblačni. Usporedbe radi, u gradu ima manje sunčanih sati nego u Londonu. Vrijeme je takvo posebice tokom zimskih mjeseci kada je nebo sivo, što stvara turobnu atmosferu. Također, tu je i loša kvaliteta zraka.
Proljeće (ožujak - travanj) je u gradu znatno sunčanije i toplije od jeseni (listopad - studeni).
| Klimatski podaci za Chengdu (1971. – 2000.) | Klimatski podaci za Chengdu (1971. – 2000.) | Klimatski podaci za Chengdu (1971. – 2000.) | Klimatski podaci za Chengdu (1971. – 2000.) | Klimatski podaci za Chengdu (1971. – 2000.) | Klimatski podaci za Chengdu (1971. – 2000.) | Klimatski podaci za Chengdu (1971. – 2000.) | Klimatski podaci za Chengdu (1971. – 2000.) | Klimatski podaci za Chengdu (1971. – 2000.) | Klimatski podaci za Chengdu (1971. – 2000.) | Klimatski podaci za Chengdu (1971. – 2000.) | Klimatski podaci za Chengdu (1971. – 2000.) | Klimatski podaci za Chengdu (1971. – 2000.) | Klimatski podaci za Chengdu (1971. – 2000.) |  |
| Mjesec                                      | Sij.                                        | Velj.                                       | Ožu.                                        | Tra.                                        | Svi.                                        | Lip.                                        | Srp.                                        | Kol.                                        | Ruj.                                        | Lis.                                        | Stu.                                        | Pro.                                        | God.                                        |  |
| ------------------------------------------- | ------------------------------------------- | ------------------------------------------- | ------------------------------------------- | ------------------------------------------- | ------------------------------------------- | ------------------------------------------- | ------------------------------------------- | ------------------------------------------- | ------------------------------------------- | ------------------------------------------- | ------------------------------------------- | ------------------------------------------- | ------------------------------------------- |  |
| Prosječna najviša temp. °C (°F)             | 9,3 (48,7)                                  | 11,2 (52,2)                                 | 15,9 (60,6)                                 | 21,7 (71,1)                                 | 26,0 (78,8)                                 | 28,0 (82,4)                                 | 29,5 (85,1)                                 | 29,7 (85,5)                                 | 25,2 (77,4)                                 | 20,6 (69,1)                                 | 15,8 (60,4)                                 | 10,7 (51,3)                                 | 20,3 (68,5)                                 |  |
| Prosječna najniža temp. °C (°F)             | 2,8 (37)                                    | 4,7 (40,5)                                  | 8,2 (46.8)                                  | 12,9 (55,2)                                 | 17,2 (63)                                   | 20,5 (68,9)                                 | 22,0 (71,6)                                 | 21,7 (71,1)                                 | 18,6 (65,5)                                 | 14,6 (58,3)                                 | 9,5 (49,1)                                  | 4,5 (40,1)                                  | 13,1 (55,6)                                 |  |
| Prosjek pada kiše u mm (inč)                | 7,9 (0,311)                                 | 12,1 (0,476)                                | 20,0 (0,787)                                | 44,2 (1,74)                                 | 78,5 (3,091)                                | 106,8 (4,205)                               | 224,5 (8,839)                               | 201,1 (7,917)                               | 118,8 (4,677)                               | 35,2 (1,386)                                | 15,9 (0,626)                                | 5,2 (0,205)                                 | 870,2 (34.26)                               |  |
| Br. sunčanih sati god.                      | 53,3                                        | 51,4                                        | 83,1                                        | 113,9                                       | 121,7                                       | 117,2                                       | 131,9                                       | 155,0                                       | 77,6                                        | 59,4                                        | 57,2                                        | 51,6                                        | 1.073,2                                     |  |

## Kultura i folklor
Materinski jezik većine stanovništva Chengdua je sečuansko-mandarinski jezik (kin. 四川话), odnosno mandarinski jezik sa sečuanskim dijalektom. Mnogo precizniji naziv bi bio chengduški dijalekt (kin. 成都话/成都方言) zbog uglavnom različitih naglasaka sečuanskih govornika koji žive na velikom području pokrajine Sečuan.
Stanovništvo Chengdua najčešće jede začinjenu hranu. Lokalni specijaliteti su Mapo doufu, Chengdu Hot pot i Dan Dan Mien. Sva tri jela su veoma začinjena. Mapo doufu i Dan Dan Mien se sastoje od sečuanskih ljutih paprika (huājiāo: 花椒; doslovno: cvijet papra) te jelu daju dodatnu aromu.
U članku objavljenom u Los Angeles Timesu iz 2006., Chengdu se naziva "kineskim party gradom" zbog bezbrižnog stila života. Chengdu premašuje Šangaj po broju čajnih kuća i barova, unatoč tome što ima upola manje stanovnika nego Šangaj. Stanovnici imaju u Kini reputaciju ljudi koji znaju uživati u životi.

## Gospodarstvo
Glavne gospodarske grane u Chengduu su: prehrambena industrija, industrija strojeva i informacijske tehnologije te medicina. Neke od velikih domaćih tvrtki koje se bave tim granama su: Chengdu Sugar and Wine Co. Ltd., Chengdu Food Group, Sichuan Medicine Co. Ltd., Chengdu Automobile Co. Ltd. i dr. Izvan grada postoje mnoge tvrtke koje se bave proizvodnjom visokih tehnologija.
Chengdu postaje jedan od najčešćih gradova za ulaganje u zapadnoj Kini. Među 500 najvećih svjetskih tvrtki, u Chengduu je do listopada 2009. svoju podružnicu ili poslovnicu imalo čak 123 multinacionalnih tvrtki. Među tim globalnim gospodarskim divovima su Intel, Sony i Toyota koji u gradu imaju postrojenja za proizvodnju i montažu. Svoje centre u gradu imaju i Microsoft, Motorola i Ericsson.
Komisija za nacionalni razvoj i reformu službeno je odobrila Chengduu osnivanje baze za razvoj nacionalne bio-industrije. Gradsko poglavarstvo grada nedavno je predstavilo plan o ostvarivanju 90 mljrd. juana u farmaceutskom sektoru do 2012. Otvaranjem industrijskog parka u gradu koji se bavi razvojem visokih tehnologija, započeo je razvoj svemirske i zrakoplovne tehnologije. To je rezultiralo stvaranjem avio industrije koja se bavi proizvodnjom vojnih aviona.
Lokalna gradska samouprava planira privući strane i domaće tvrtke koje se bave outsourcing uslugama čime bi ta grana postala baza u Kini te diljem svijeta.

### Elektronička i IT industrija
Chengdu je već duže vrijeme nacionalna kineska baza industrije informacijskih tehnologija i elektronike. Prvi telekomunikacijski centar ovdje, osnovala je indijska tvrtka Primetel 1996. godine i od tada se grad počeo razvijati kao globalni centar za istraživanje i razvoj telekomunikacijske industrije. Chengdu ima ubrzan rast uslužnog telekomunikacijskog sektora u Kini i Indiji. Te dvije zemlje danas čine više od 70% svjetskog telekomunikacijskog tržišta.
U gradu se nalazi nekoliko nacionalnih istraživačkih instituta na području elektronike. Chengduška zona za razvoj visokih tehnologija privukla je mnoge strane multinacionalne korporacije, tj. najmanje 30 kompanija koje se nalazi na ljestvici Fortune 500, te 12.000 domaćih tvrtki. Neke od poznatih multinacionalnih korporacija su Intel, IBM, Nokia, Motorola, Siemens, Cannon, HP, Xerox, Microsoft, SAP, Tieto, NIIT i Wipro kao i domaći snažni IT div Lenovo.
Intel u Chengduu ima svoju drugu najveću tvornicu u Kini, odmah nakon one u Šangaju. Također, grad Chengdu ima najveća strana ulaganja na području elektroničke industrije od svim gradova u unutrašnjosti Kine. Intel koji je vodeći svjetski proizvođač računalnih procesora i čipova, uložio je 525 milj. USD na dva postrojenja koja se bave testiranjem. Tvrtka AMD koja je Intelov konkurent u proizvodnji procesora, u Chengduu je otvorila istraživačko-razvojni centar.
SMIC (Semiconductor Manufacturing International Corporation) koji je veličinom, treća svjetska ljevaonica također je u gradu otvorila svoj pogon.
U studenom 2006., IBM i Chengduška zona za razvoj visokih tehnologija potpisali su ugovor o osnivanju Globalnog centra za isporuku koji bi se nalazio Chengduškom Tianfu parku koji se bavi razvojem softvera. IBM-ov Globalni centar bio bi veličinom četvrti u Kini, iza centara u Dalianu, Šangaju i Shenthenu. Početak rada centra bio je predviđen do veljače 2007. te je djelatnost novog centra razvoj višejezičnih aplikacija i održavanje usluge s klijentima na engleskom, kineskom i japanskom jeziku na globalnoj razini. 23. ožujka 2008. IBM je u gradu održao "Zapadno-kineski forum najuspješnijih CEO-a" te stvorio radni tim za potrebe IBM's Global Business Services koji je sada formalno stacioniran u Chengduu. 28. svibnja 2008., Zhou Weikun, predsjednik IBM-a za Kinu najavio je da će IBM Chengdu povećati broj zaposlenih s trenutnih 600 na gotovo 1.000 do kraja godine.
Tijekom proteklih nekoliko godina, chengduško gospodarstvo je ubrzano procvijetalo. Grad je postao jedna od glavnih baza za komunikacijsku infrastrukturu te je među 9 najboljih poštanskih središta u Kini. Također, grad je među 6 telekomunikacijskih centara u Kini.
Od 11. do 15. studenog 2009., Chengdu je bio domaćin Grand finala Svjetskih cyber igara. To je bilo prvi put da je Kina domaćin najvećeg svjetskog turnira u računalnim videoigrama.

### Financijska industrija
Chengdu je financijsko središte zapadne Kine te je uspješno privukao velike međunarodne financijske tvrtke, uključujući Citigroup, HSBC, Standard Chartered Bank, ABN AMRO, BNP Paribas, JPMorgan Chase, Bank of Tokyo-Mitsubishi UFJ, itd.
U povijesnom pogledu, u gradu su se počele primjenjivati neke financijske inovacije, poput papirnog novca "Jiao Zi", koji se počeo koristiti 1023. u vrijeme dinastije Song tokom drevne Kine.
Također, Chengdu je zapadno financijsko središte Kine za strane financijske institucije, ali i za snažne domaće kineske financijske tvrtke. Kineska narodna banka, koja predstavlja nacionalnu monetarnu vlast, ima u Chengduu svoju središnjicu za jugozapadnu Kinu. Također, gotovo sve domaće banke i brokerske tvrtke imaju svoje regionalno sjedište ili podružnicu u gradu. Tako je primjerice tvrtka KPMG u listopadu 2009. otvorila u gradu svoj prvi ured za područje zapadne Kine. Također, konkurentska tvrtka Ernst & Young je već nekoliko godina integrirana u gradu.
U isto vrijeme, lokalne financijske tvrtke u gradu, poput West China Securities, GuoJin Securities i Chengdu Commercial Bank jačaju svoju prisutnost u cijeloj Kini.

### Obrambena industrija
Unutar granica grada nalazi se avio-industrija Chengdu Aircraft Industry Group koja je proizvela vojne avione Chengdu J-10. Ti avioni koriste se u zračnim snagama NR Kine. Također, tamo su razvijeni i proizvedeni zrakoplovi JF-17 Thunder u suradnji s Pakistanom.
Tvrtka je jedan od najvećih kineskih proizvođača vojnih zrakoplova.

### Ulaganja
Prema chengduškom Zavodu za statistiku, navedeno je da su ukupna ulaganja u dugotrajnu imovinu u 2008. godini bila 301,29 mljrd. juana (43,38 mljrd. USD). Veličina domaćih investicija iznosila je 180,52 mljrd. juana (26 mljrd. USD), što je za 23,5% više nego 2007. Ukupni iznos izravnih stranih ulaganja dosezao je 2,25 mljrd. USD, što je povećanje za 97,3% u odnosu na 2007.

### Industrijske zone
U gradu postoje četiri temeljne industrijske zone:
- Chengduška ekonomska i tehnološka razvojna zona

Ova zona odobrena je kao razvojna zona na državnoj razini u veljači 2000. Planirana površina zone je 26 kvadratnih km, dok je u uporabi 10,25 kvadratnih km. Ova ekonomsko - tehnološka razvojna zona se nalazi 13,6 km istočno od Chengdua, glavnog grada provincije Sečuan te prometno - komunikacijskog centra u jugozapadnoj Kini.
Razvojna zona je privukla ulagače iz više od 20 zemalja svijeta koji u njoj provode svoje poduzetničke projekte. Razvojna zona obuhvaća gospodarske grane kao što su: mehanika, elektronika, novi građevinski materijal, prehrambena industrija i medicina.
- Chengduška izvozna zona

Ova zona je ratificirana od državnog vijeća u travnju 2000., kao jedna od prvih 15 zona koje se baziraju na izvoz. 2002. godine Kina je ratificirala osnivanje Sečuansko - Chengduške zapadne zone s planiranom površinom od 1,5 kvadratnih km. Ta zona se nalazi unutar zapadnog dijela Chengduške zone za razvoj visokih tehnologija.
- Chengduška zona za razvoj visokih tehnologija

Osnovana 1988., Chengduška zona za razvoj visokih tehnologija počela je djelovati kao jedna od prvih nacionalnih zona za razvoj visokih tehnologija u Kini, 1991. godine. 2000. je prepoznat rad te zone na naprednim visokim tehnologijama i to na temelju uzastopnih ocjenjivanja koje je izvršilo kinesko Ministarstvo znanosti i tehnologije. Tako je Chengduška zona ocijenjena kao 5. zona među 53 nacionalne zone za razvoj visokih tehnologija.
Ova zona zauzima površinu od 82,5 kvadratnih km te se sastoji od Južnog i Zapadnog parka. Južni park je usmjeren na stvaranje moderniziranog industrijskog parka znanosti i tehnologije pomoću znanstveno - tehnoloških inovacija. Također, ova zona je dobila veliku važnost zbog spajanja uslužne djelatnosti i ekonomskog središta grada.
Razvojni prioritet zone je softverska industrija.
Budući da se zona nalazi na "zlatnom turističkom kanalu" Chengdu - Dujiangyan - Jiuzhaigou, Zapadni park ima cilj izgradnje sveobuhvatnog industrijskog parka a pridodaje prednost razvoju informacijskih tehnologija, preciznih strojeva i biomedicini.
- Chengduški nacionalni tehnološki industrijsko - razvojni tehnološki park

## Promet
Chengdu ima dobro razvijenu prometnu mrežu te sam grad služi kao polazište za mnoge nacionalne autoceste s glavnim rutama Sečuan - Shanxi, Sečuan - Tibet i Sečuan - Yunnan.
2007. gradske vlasti Chengdua najavile su da će lansirati 37 značajnih projekata, uključujući i onaj vezan za autocestu Chengdu - Jianyang s ciljem da se ubrza izgradnja eksperimentalnog okruga. Očekuje se da će se tim projektom riješiti prometni problem, primjerice usko grlo u Jianyangu. Razvojem prometnih tunela i ostalog planirano je da se grad Jianyang bolje integrira s gospodarskim dijelom Chengua.
Projekt uključuje i nekoliko glavnih prometnica, a to su: 15 km tunel od Shuangliu Taiping do jezera Sancha u gradu Jianyangu te promjena nacionalne autoceste 321 od Jiangyanga do Longquanya od 26 km. Također, izgradit će se cesta koja povezuje grad Longquan s istoimenim jezerom, te će biti uključena u autocestu Chengdu - Jianyang. Time će se skratiti put za 10 km. Gradske vlasti još trebaju odlučiti hoće li vozači plaćati cestarinu za vožnju preko tih prometnica.

### Autoceste
Krajem 2008. postojalo je deset autocesta koje su povezivale središte Chengua s predgrađima grada. Krajem prosinca je za opći promet otvorena autocesta Chenglin, koja povezuje aveniju Guanghua, cestu Shawan i autocestu Chengdu - Heilongtan.
Ostale važne autoceste:
- "besplatna" autocesta Chengjin: nalazi se na istočnoj strani Chengua te je duga 38,7 km. Ima šest prometnih traka te je projektirana za vožnju do 80 km/h. Nakon što je otvorena za javnost, potrebno je svega pola sata vožnje od centra Chengdua do Jintanga. Time je putovanje smanjeno s 1 sat na 30 minuta.
- autocesta od Chengdua do Heilongtana, prolazi kroz jug grada te je duga 42 km. Također je besplatna za korištenje (nema cestarine) a put do Heilongtana traje svega pola sata.
- proširenje avenije Guanghua, koje prolazi kroz zapadni dio grada, dugo je 11,6 km a gradnja proširenja stajala je 300 milj. juana. Time je smanjeno vrijeme putovanja od grada Chongzhou do ceste Sanhuan za manje od pola sata.
- proširenje ceste Shawan: duga je 8,8 km te je projektirana za vožnju do 60 km/h. Nakon što je proširenje spojeno s autocestama Pixian - Dujiangyan i Pixian - Pengzhou, put od Chengua do Pengzhoua traje svega 30 minuta vožnje.
- autocesta Sečuan - Tibet: njome su povezani gradovi Chengdu i Nagchu (pokraj Lhase) te su cestovno udaljeni 2.028 km.

### Magistrale
Kroz Chengdu prolazi 6 nacionalnih magistrala:
- Kineska nacionalna magistrala 055
- Kineska nacionalna magistrala 213
- Kineska nacionalna magistrala 317
- Kineska nacionalna magistrala 318
- Kineska nacionalna magistrala 319
- Kineska nacionalna magistrala 321

### Podzemna željeznica
Planirano je da Chengduški Metro ima 7 linija podzemne željeznice te se trenutno gradi Linija 1.

### Zračni promet
Chengdu ima međunarodnu zračnu luku Chengdu Shuangliu koja se nalazi 16 km jugozapadno od središta grada. To je najprometnija zračna luka u srednjoj i zapadnoj Kini te 6. najprometnija zračna luka u Kini uopće. Putnički promet luke u 2008. iznosio je 17,25 milijuna putnika.
U zračnoj luci izgrađena je dodatna pista sposobna za slijetanje Airbusa 380, najvećeg komercijalnog zrakoplova dosad. Testno korištenje piste izvedeno je u listopadu 2009. a uskoro se očekuje da će krenuti u uporabu. Chengdu je nakon Pekinga, Šangaja i Guangzhoua, četvrti grad u Kini s dvostrukom komercijalnom pistom. 26. svibnja 2009., avio prijevoznik Air China, gradsko poglavarstvo grada Chengdua i grupacija sečuanskih zračnih luka potpisali su sporazum o poboljšanju infrastrukture zračne luke i povećanju broja međunarodnih direktnih letova iz / za Chengdu. Cilj je da se do 2015. stvori putnički promet od 40 milijuna putnika godišnje čime bi zračna luka postala 4. po važnosti u Kini, iza Pekinga, Šangaja i Guangzhoua. Tu je i dugoročni plan o izgradnji drugog aerodroma u pokrajini Jintang s pet pista. Kada se izgradi ta luka, putovanje od Jintanga do središta Chengdua trajat će manje od 30 minuta.

### Željeznički promet
Chengdu je glavno željezničko čvorište te administrativno željezničko središte u jugozapadnoj Kini.
Najvažnije željezničke linije u Chengduu su:
- Baoji - Chengdu,
- Chengdu - Chongqing,
- ChengKun (Chengdu - Kunming),
- DaCheng (Chengdu - Dazhou) i
- brza željeznička linija Chengdu - Dujiangyan.

Željeznički ured u Chengduu upravlja željezničkim sustavima Sečuan, Chongqing, Guizhou i Yunnan.
U izgradnji su nove konvencionalna linija prema gradu Lanzhou i brza linija za Mianyang, Leshan i Chongqing.
Chengdu zasad ima četiri glavna željeznička kolodvora. Od njih, Sjeverni kolodvor ima reputaciju najvećeg željezničkog kolodvora u Kini. Također, u planu je da se za nekoliko godina izgradi novi kolodvor za prijevoz putnika.

### Riječni promet
Budući da se Chengdu nalazi sjeverozapadno od grada Chongqing, grad nema izravni pristup rijeci Jangce ili bilo kojoj drugoj većoj rijeci. Kako bi se osiguralo da grad ima učinkovit pristup rijeci, lučni gradovi Yibin i Luzhou koji su od Chengdua udaljeni nekoliko sati vožnje autocestom, započeli su masovni razvoj infrastrukture luke na rijeci Jangce.
Budući da se sva oprema i materijali prevoze iz istočne obale u sjeverni Sečuan koji se obnavlja, riječni promet dobio je veliki značaj.

## Obrazovanje
Chengdu je središte visokog obrazovanja i znanstvenog istraživanja u jugozapadnoj Kini.

### Sveučilišta i fakulteti
Nacionalna sveučilišta:
- Sečuansko sveučilište (kin. 四川大学) - osnovano 1896.
- Jugozapadno Jiaotong sveučilište (kin. 西南交通大学) - osnovano 1896.
- Sveučilište elektroničkih znanosti i tehnologija u Kini (kin. 电子科技大学) - osnovano 1956.
- Jugozapadno sveučilište financija i ekonomije (kin. 西南财经大学) - osnovano 1952.

Važna provincijska sveučilišta:
- Sečuansko opće sveučilište (kin. 四川师范大学) - osnovano 1946.
- Jugozapadno sveučilište nacionalnosti (kin. 西南民族大学) - osnovano 1951.
- Chengduški institut sečuanskog međunarodnog studijskog sveučilišta - (kin. 四川外语学院成都学院) - osnovan 2000.
- Chengduško tehnološko sveučilište (kin. 成都理工大学) - osnovano 1956.
- Jugozapadno naftno sveučilište (kin. 西南石油大学) - osnovano 1958.
- Chengduško sveučilište tradicionalne kineske medicine (kin. 成都中医药大学) - osnovano 1956.[22]
- Sečuanski glazbeni konzervatorij (kin. 四川音乐学院) - osnovan 1939.
- Chengduško sveučilište informacijskih tehnologija (kin. 成都信息工程学院) - osnovano 1951.
- Chengduško kineziološko sveučilište (kin. 成都体育学院) - osnovano 1942.
- Xihua sveučilište (kin. 西华大学) - osnovano 1960.
- Chengduško sveučilište (kin. 成都大学) - osnovano 1978.
- Chengduški medicinski fakultet (kin. 成都医学院) - osnovan 2004.[23]
- Chengduški fakultet pri UESTC (kin. 电子科技大学成都学院)

### Međunarodne škole
- Međunarodna škola Chengdu Meishi
- Chengduška međunarodna škola
- Međunarodna škola Leman
- Kvalitetna međunarodna škola
- Eton House

### Srednje škole
- Shi Da Fu Zhong
- Chengduška srednja škola br. 7 (kin. 成都七中)
- Chengdu Shude srednja škola (kin. 成都树德中学)
- Shishi srednja škola (kin. 成都石室中学)
- Chengduška eksperimentalna škola stranih jezika
- Chengduška škola stranih jezika (kin. 成都外语学校)
- Chengdu Shude eskperimentalna škola (kin. 成都树德实验中学)
- Chengdu Shude unijska škola (kin. 成都树德联校)
- Chengdu Shishi unijska škola (kin. 成都石室联中)
- Chengdu Yulin srednja škola (kin. 成都玉林中学)
- Međunarodna škola Chengdu Guangya

## Međunarodni odnosi

### Konzularna predstavništva
Sjedinjene Američke Države otvorile su svoj generalni konzulat u Chengduu 16. listopada 1985. To je bilo prvo strano konzularno predstavništvo u zapadno-središnjoj Kini od 1949. Trenutno osam zemalja ima u Chengduu otvorene svoje konzulate. Također, Filipini će uskoro tamo otvoriti svoj konzulat dok Velika Britanija u gradu ima svoj centar za izdavanje viza.
| Konzulat                                | Godina | Konzularna podrućja                             |
| --------------------------------------- | ------ | ----------------------------------------------- |
| SAD Generalni Chengdu konzulat          | 1986.  | Sečuan - Chongqing - Yunnan - Guizhou - Tibet   |
| Njemačka Generalni Chengdu konzulat     | 2003.  | Sečuan - Chongqing - Yunnan - Guizhou           |
| Južna Koreja Generalni Chengdu konzulat | 2004.  | Sečuan - Chongqing - Yunnan - Guizhou           |
| Tajland Generalni Chengdu konzulat      | 2004.  | Sečuan - Chongqing                              |
| Francuska Generalni Chengdu konzulat    | 2005.  | Sečuan - Chongqing - Yunnan - Guizhou           |
| Singapur Chengdu konzulat               | 2006.  | Sečuan                                          |
| Pakistan Generalni Chengdu konzulat     | 2007.  | Sečuan - Chongqing - Yunnan - Guizhou - Tibet   |
| Šri Lanka Chengdu konzulat              | 2009.  | Sečuan - Chongqing - Shaanxi - Yunnan - Guizhou |

### Sestrinski gradovi
1979. Chengdu je postao sestrinski grad s francuskim Montpellierom, te su ta dva grada prvi kinesko - francuski gradovi prijatelji u povijesti. Kasnije je Chengdu potpisao sporazume s gradovima iz deset zemalja diljem svijeta kao i sa švedskom pokrajinom Dalarnom. Chengdu je danas sestrinski grad s 15 gradova, većinom europskih, te s njima njeguje prijateljske odnose. Tako primjerice u gradu Montpellieru postoje ulica i trg Chengdu.
Nogometni klub Chengdu Blades u vlasništvu je engleskog drugoligaša Sheffield Uniteda.
| - Baku, Azerbajdžan - Montpellier, Francuska (od 1979.) - Ljubljana, Slovenija (od 1981.) - Linz, Austrija (od 1983.) - Kofu, Japan (od 1983.) - Knoxville, Tennessee, SAD - Phoenix, Arizona, SAD (od 1986.) - Winnipeg, Kanada (od 1988.) |  | - Mechelen, Belgija (od 1993.) - Volgograd, Rusija (od 1994.) - Sankt-Peterburg, Rusija (od 1998.) - Palermo, Italija (od 1999.) - Gimcheon, Južna Koreja (od 2000.) - Medan, Indonezija (od 2001.) - Dalarna, švedska provincija (od 2004.) - Bonn, Njemačka (od 2009.) |

## Galerija slika
- Most Anshun na rijeci Jin
- Pogled s rijeke Jingidang na most Anshun i gradske zgrade
- Trg Tianfu
- Ulica Chunxi danju, jedna od najvažnijih komercijalnih ulica u grada
- Ulica Chunxi noću
- Čajne kuće po kojima je Chengdu poznat
- Sečuanska opera u gradu
- Budistički hram u gradu

## Vanjske poveznice
- Službena web stranica grada
- CD4fun.com  Arhivirana inačica izvorne stranice od 2. veljače 2011. (Wayback Machine)
- Pogled s visine na novi Chengdu (srpanj 2008.)  Arhivirana inačica izvorne stranice od 26. srpnja 2010. (Wayback Machine)